# Don't Mess with My Man
«Don't Mess with My Man» es el segundo sencillo extraído del álbum debut homónimo de la banda estadounidense de R&B Lucy Pearl.
Fue la canción más exitosa del grupo en el Reino Unido, alcanzando el número veinte en la lista de sencillos. También obtuvo buena recepción en Francia, donde alcanzó el puesto número catorce. Mientras, en los Estados Unidos, la canción no tuvo la misma repercusión que gozó su primer sencillo «Dance Tonight». El video musical está dirigido por Matthew Rolston.
Este sencillo significó la última aparición en la banda de su vocalista, Dawn Robinson.
En 2004 se lanzó para el Reino Unido, una versión remezclada por el dúo de música house Soulizm.
En 2014, Ed Sheeran incluyó elementos de esta canción en su sencillo «Don't».

## Lista de canciones
| Sencillo en CD |                                               |          |  |
| N.º            | Título                                        | Duración |  |
| 1.             | «Don't Mess with My Man» (Versión del álbum)  | 3:41     |  |
| 2.             | «Don't Mess with My Man» (Mood II Swing Edit) | 3:38     |  |
| 3.             | «Don't Mess with My Man» (Wookie Radio Mix)   | 3:45     |  |
| 4.             | «Don't Mess with My Man» (video musical)      |          |  |

## Listas
| Lista (2000)                                        | Mejor posición |
| --------------------------------------------------- | -------------- |
| Bélgica (Flandes) (Ultratop 50)                     | 37             |
| Bélgica (Valonia) (Ultratop 50)                     | 23             |
| Dinamarca (Tracklisten)                             | 11             |
| Estados Unidos (Bubbling Under Hot 100)             | 10             |
| Estados Unidos (Hot R&B/Hip-Hop Singles & Tracks)   | 41             |
| Estados Unidos (Hot Dance Music/Maxi-Singles Sales) | 14             |
| Francia (SNEP)                                      | 14             |
| Países Bajos (Dutch Top 40)                         | 35             |
| Reino Unido (UK Singles Chart)                      | 20             |
| Suecia (Sverigetopplistan)                          | 22             |
| Suiza (Schweizer Hitparade)                         | 29             |

## Versión de Booty Luv
El dúo femenino británico Booty Luv grabó su versión incluida en su álbum debut Boogie 2nite. Se lanzó el 10 de septiembre de 2007 como su tercer sencillo, una semana antes de la edición del álbum. Contó con la colaboración de los productores británicos Bimbo Jones. Alcanzó el número 11 en la lista de sencillos del Reino Unido.

### Lista de canciones
| Sencillo en CD |                                                       |          |  |
| N.º            | Título                                                | Duración |  |
| 1.             | «Don't Mess with My Man» (Radio Edit)                 | 2:54     |  |
| 2.             | «Don't Mess with My Man» (Extended)                   | 5:41     |  |
| 3.             | «Don't Mess with My Man» (Seamus Haji Big Love Remix) | 7:39     |  |
| 4.             | «Don't Mess with My Man» (Thomas Gold Remix)          | 8:01     |  |
| 5.             | «Don't Mess with My Man» (Rydens's Live Edit)         | 2:58     |  |

| CD Promo |                                                       |          |  |
| N.º      | Título                                                | Duración |  |
| 1.       | «Don't Mess with My Man» (Radio Edit)                 | 2:55     |  |
| 2.       | «Don't Mess with My Man» (Extended)                   | 5:41     |  |
| 3.       | «Don't Mess with My Man» (Seamus Haji Big Love Remix) | 7:39     |  |
| 4.       | «Don't Mess with My Man» (Thomas Gold Disco Remix)    | 8:02     |  |
| 5.       | «Don't Mess with My Man» (Thomas Gold Disco Dub)      | 8:02     |  |
| 6.       | «Don't Mess with My Man» (Soul Survivors Remix)       | 6:51     |  |
| 7.       | «Don't Mess with My Man» (Instrumental Edit)          | 2:54     |  |

### Listas
| Lista (2007)                     | Mejor posición |
| -------------------------------- | -------------- |
| Escocia (Scottish Singles Chart) | 13             |
| Finlandia (OFC)                  | 9              |
| Irlanda (IRMA)                   | 26             |
| Países Bajos (Dutch Top 40)      | 28             |
| Reino Unido (UK Singles Chart)   | 11             |
| Reino Unido (UK Dance Chart)     | 7              |